# RTÉ Concert Orchestra
RTÉ Concert Orchestra este una dintre cele două orchestre radio profesioniste din Irlanda care fac parte din RTÉ, postul național de emisie. De la formarea sa ca Radio Éireann Light Orchestra în 1948, RTÉ Concert Orchestra, a crescut de la un grup mic care înregistra în studio, la o orchestră activă cu 45 de oameni care cântă peste optzeci de concerte anual. Face parte din RTÉ Performing Groups.ref>„RTÉ Performing Groups: About”. RTÉ. Accesat în 9 noiembrie 2008.</ref> Orchestra susține concerte clasice, populare și evenimente importante, acoperind o gamă de muzică de la baroc la contemporan.

## Muzică clasică
Perioada 2003-2006 a pus un accent deosebit pe repertoriul clasic sub dirijorul principal Laurent Wagner. [2] În această perioadă, orchestra a programat concerte cu tematică clasică în comparație cu partea „mai ușoară” care a dominat sub dirijorul principal anterior Proinnsias O'Duinn din 1978 până în 2003, conducând la colaborarea cu gazde precum Des Keogh, prezentatorul popularului program de radio Music for Middlebrows.
A susținut numeroase concerte cu coruri irlandeze, inclusiv RTÉ Philharmonic Choir, Corul Național de Cameră, Corul Baroc Galway, Societatea Corală Tallaght, Societatea Corală Culwick, Societatea Corală Dun Laoighre și a început o tradiție din a interpreta „Mesia” lui Handel alături de Our Lady's Choral Society, incluzând prima interpretare la Vatican în 2009.

## Operă
În plus față de concertele obișnuite ale operei alături de artiști internaționali internaționali irlandezi precum Ailish Tynan, Cara O'Sullivan, Orla Boylan, Mary Hegarty, Regina Nathan, Majella Cullagh și Virginia Kerr, orchestra a lucrat și cu alți artiști precum Denis O'Neill, Plácido Domingo, Luciano Pavarotti, José Carreras și Dame Kiri te Kanawa. Din 1993 până în 2008 au participat la toate producțiile Operei Irlandeze, unde au interpretat de obicei patru producții complete pe an în sezonul primăvară-iarnă.